# Freiamt
Freiamt är en kommun och ort i Landkreis Emmendingen i regionen Südlicher Oberrhein i Regierungsbezirk Freiburg i förbundslandet Baden-Württemberg i Tyskland.
Kommunen bildades 1 januari 1975 genom en sammanslagning av kommunerna Freiamt och Ottoschwanden i kommen Ottoschwanden-Freiamt. Namnet ändrades 16 augusti 1072 till enbar Freiamt.
Kommunen ingår i kommunalförbundet Emmendingen tillsammans med staden Emmendingen och kommunerna Malterdingen, Sexau och Teningen.